# يوسف بو طربوش
يوسف بو طربوش  (1981 المغرب) هو لاعب كرة قدم مغربي.

## روابط خارجية
- يوسف بو طربوش على موقع قاعدة بيانات كرة القدم.إي يو (الإنجليزية)
- يوسف بو طربوش على موقع أوليمبيديا (الإنجليزية)